# Olbers komet
För andra betydelser, se Olbers.
Olbers komet eller 13P/Olbers är en periodisk komet med en omlopptid på 69,5 år. Den upptäcktes 6 mars 1815 av den tyske astronomen Heinrich Wilhelm Matthäus Olbers i Bremen. Man beräknade att den hade en omlopptid på 74,1 år och skulle återkomma i februari 1887. Man hittade dock aldrig någon komet där man förväntat den. Det dröjde till augusti då William R. Brooks fann den av en tillfällighet. 
Senaste man observerade kometen var 1956. Omloppsbanan är stabil och kommer inte att komma nära Jupiter inom överblickbar tid. Kometen kommer att komma som närmast jorden (0,756 AU, 110 milj. km) den 10 januari 2094.